# Theodor Lundberg

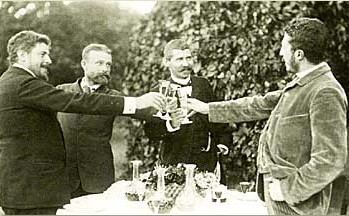
Konstnärsvännerna (från vänster): Oscar Björck, Theodor Lundberg, Carl Möller och Prins Eugen gratulerar Prins Eugen på födelsedagen 1891 i Balingsta.

Johan Theodor Lundberg, född den 21 juni 1852 i Stockholm, död den 3 januari 1926 i Rom, var en svensk skulptör och konstprofessor.

## Liv och verk
Theodor Lundberg, som var son till vaktmästaren Johan Lundberg och Elisabeth Ersdotter, började sina konststudier med ett par år som elev hos Lea Ahlborn och fortsatte 1872–1878 vid Konstakademien. Han vann 1881 den kungliga medaljen för statyn Loke täljande mistelten. Följande året erhöll han för statyn Vid badet akademiens resestipendium och vistades 1882–1884 i Paris, bland annat som elev hos Alexandre Falguière. De följande fyra åren studerade han i Italien. Stipendiearbetet var "en torso av en yngling" som han skapade i München.
År 1889 blev han ledamot och extra lärare vid Konstakademien, 1908–1920 var han professor där och även dess direktör 1911–1920.
Lundberg gifte sig 1893 med diktaren Ellen Nyblom, dotter till professor Carl Rupert Nyblom. 
Lundberg är en av de mest anlitade konstnären i offentliga miljöer och svarade väl mot den oskarianska epokens smak. Han utförde flera reliefer och statyetter i sandsten eller täljsten för Uppsala domkyrkas tre portaler (1892–1894). Monumental och kraftfullt genomarbetad är gruppen Fosterbröderna från 1887–1888 föreställande två kämpar efter striden. Bland många figurkompositioner bör nämnas den vackert komponerade gruppen Sagor - konstnärens hustru och två barn fördjupade i lektyr. Lundberg utförde även talrika porträttbyster av bland andra arkitekterna Isak Gustaf Clason, Gustaf Wickman och Carl Hårleman samt av professor Wilhelm Erik Svedelius och arkeologen Oscar Montelius.
Hans verk har karaktäriserats som 
- "Det är kraftig realism och starkt betonad karaktär i hans arbeten, men denna karaktär ligger mera i uttrycket och rörelsen än i formgifningen, som man ofta nog önskade mindre tung och mera lefvande."[4]
- "elegant, fransk-påverkad realism".[5]

## Verk i urval
.Se även alfabetisk lista över ett urval skulpturer av Lundberg

- Loke täljande mistelten, 1881.
- Vid badet, 1882.
- Narren, 1882.
- Försåtet, 1883.
- Per Svinaherde, 1885, utförd i brons, varav ett exemplar inköptes av konungen.
- Liggande Caprigosse, 1885.
- Första vapnet, 1886.
- Gosse, som kastar smörgås, 1887.
- Fosterbröderna, 1887–88, grupp i brons, beställd av både svenska och danska staten, kan ses i Nationalmuseums park och Charlottenborgs gård.
- Fiskaren, 1890.
- Flickhufvud, 1892.
- arbeten 1892–94 för Uppsala domkyrkas tre portaler, dels reliefer i tympanonfälten, dels fristående statyer, allt av sandsten, dels sex små reliefer i täljsten.
- Konst och slöjd, 1896–97, bronsgrupp för Nationalmuseums portik.
- Vågen och stranden, 1897, statyettgrupp i marmor, två versioner, Stockholms slott och Nationalmuseum, Stockholm.
- I sorg, 1897, marmorskulptur på Nationalmuseum.
- Fackelbärare 1897, i brons för uppgången till den kungliga foajén på Kungliga operan
- Olaus Petri, 1898, bronsstaty vid Storkyrkan i Stockholm.
- Ikaros, 1900.
- Poltavamonumentet, 1904, Armémuseums gård, Stockholm.
- Orfeus, 1905, bronsstaty på Djurgården, Stockholm.
- Gossen med fisken, 1908.
- Svea, Vaksamheten och Eftertanken, grupp för nya riksdagshuset.
- De fyra stånden (= statyer av Axel Oxenstierna, Johannes Rudbeckius, Louis de Geer och Peder Olofsson), för nya riksdagshuset.
- Christopher Polhem, 1911, byst vid Drottens kyrkoruin, Visby.
- Gunnar Wennerberg, 1911, staty i Slottsbacken, Uppsala, nedanför Carolina Rediviva.
- Kristina Gyllenstierna, 1912, bronsstaty vid Kungliga Slottet, yttre borggården.
- Karl X Gustav, 1915, ryttarstaty på Kungstorget i Uddevalla.
- Gosse lekande med Svan, rest 1922, Djurgården.
- Altarskåp i Sankt Johannes kyrka, Stockholm.
- Sjösjukan, Strandpromenaden i Saltsjöbaden.
- Ett antal porträttreliefer vid Nationalmuseum[6] och vid Prins Eugens Waldemarsudde[7].

Bilder, verk i urval
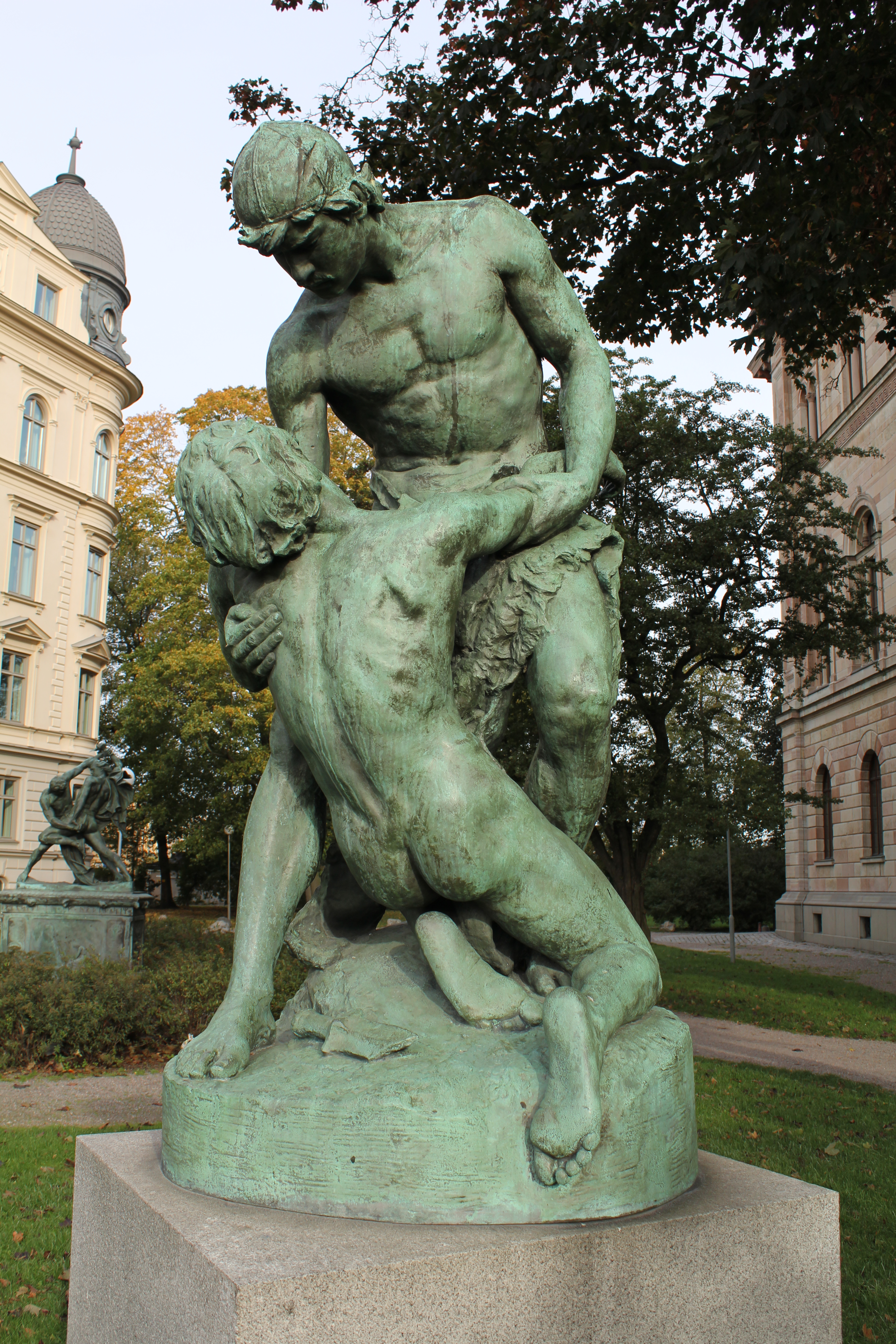
Fosterbröderna, Blasieholmen, Stockholm.
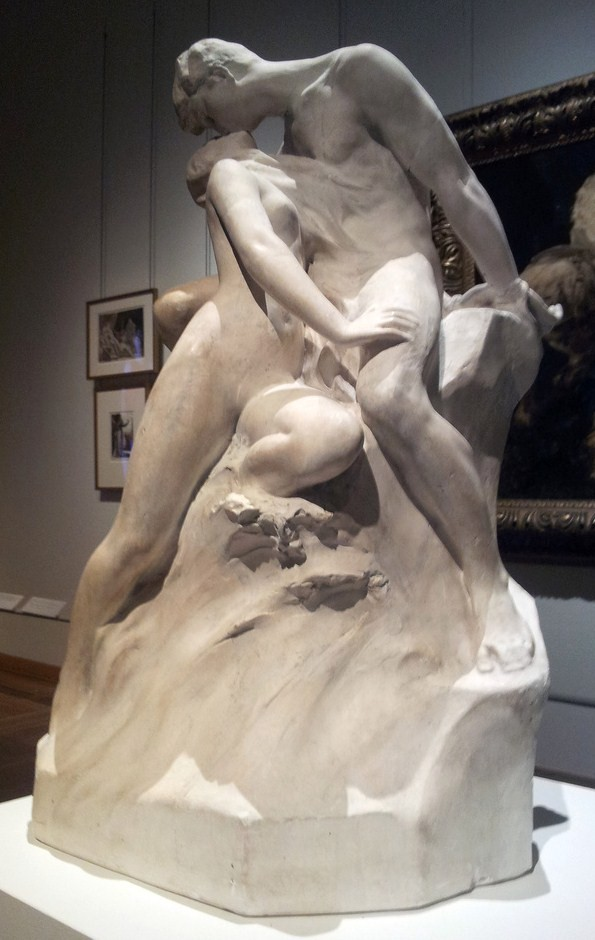
Vågen och stranden, Nationalmuseum, Stockholm.
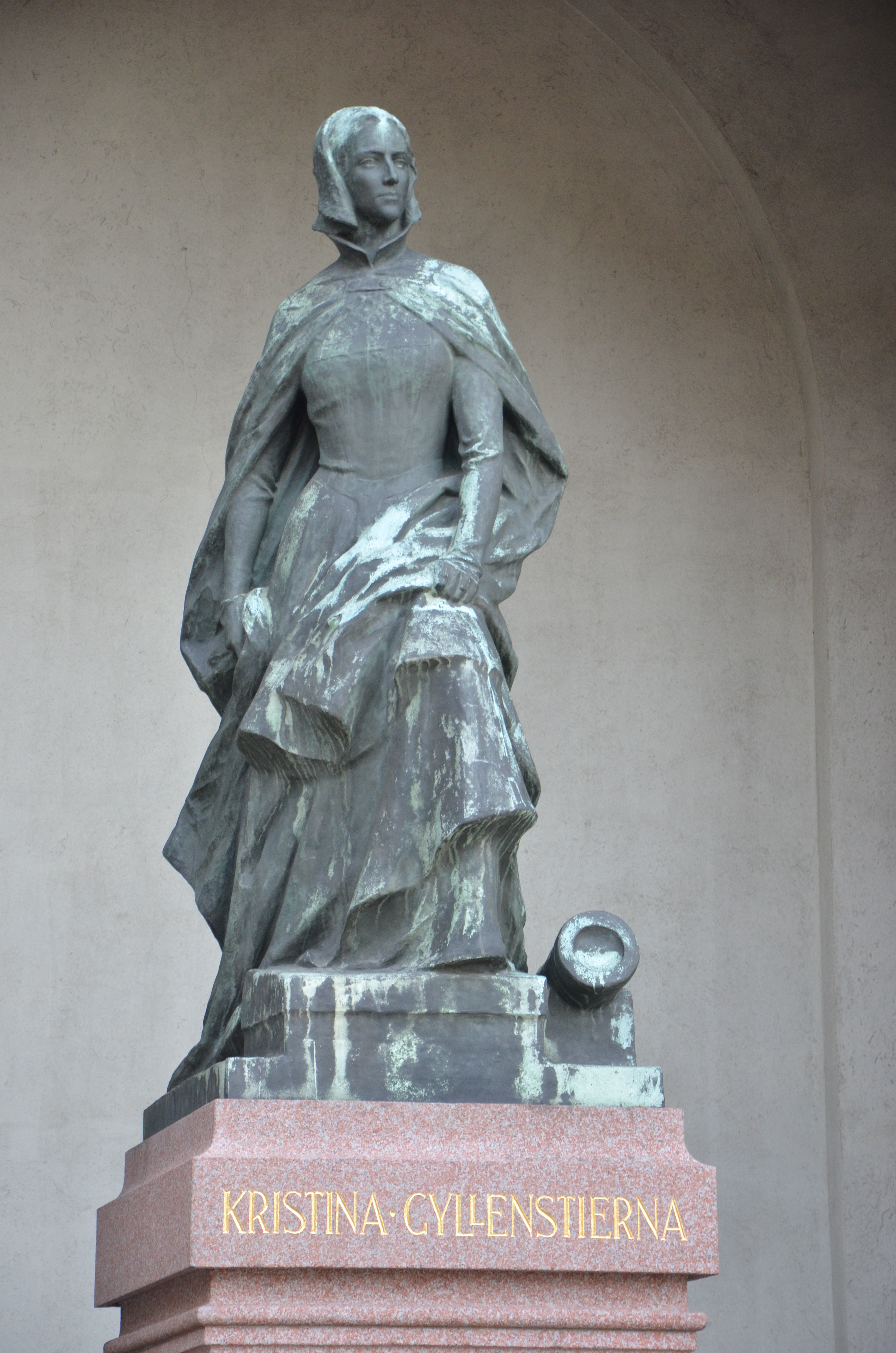
Kristina Gyllenstierna, Stockholms slott.
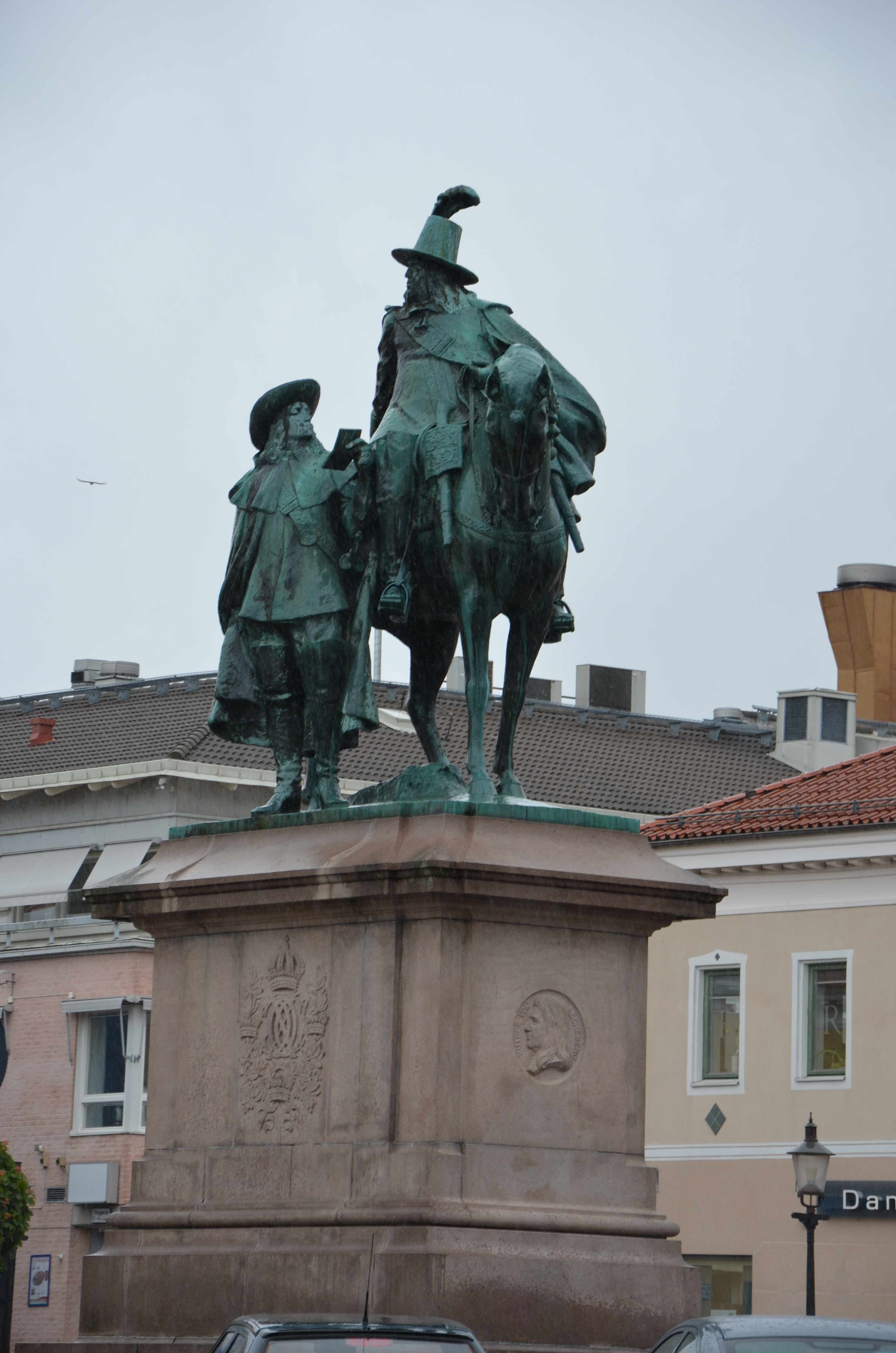
Karl X Gustav, Kungstorget, Uddevalla.
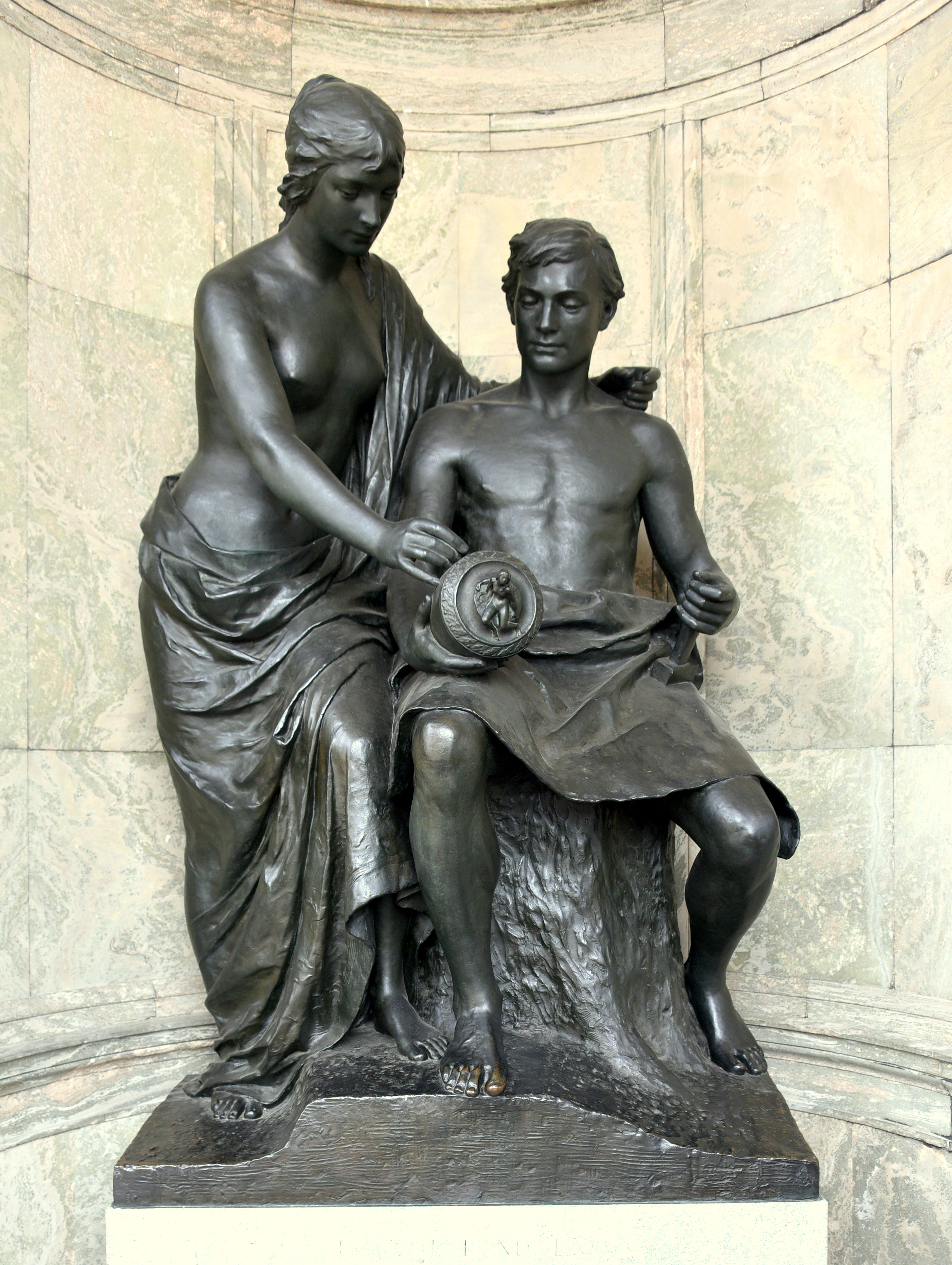
Konst och slöjd, Nationalmuseum i Stockholm.
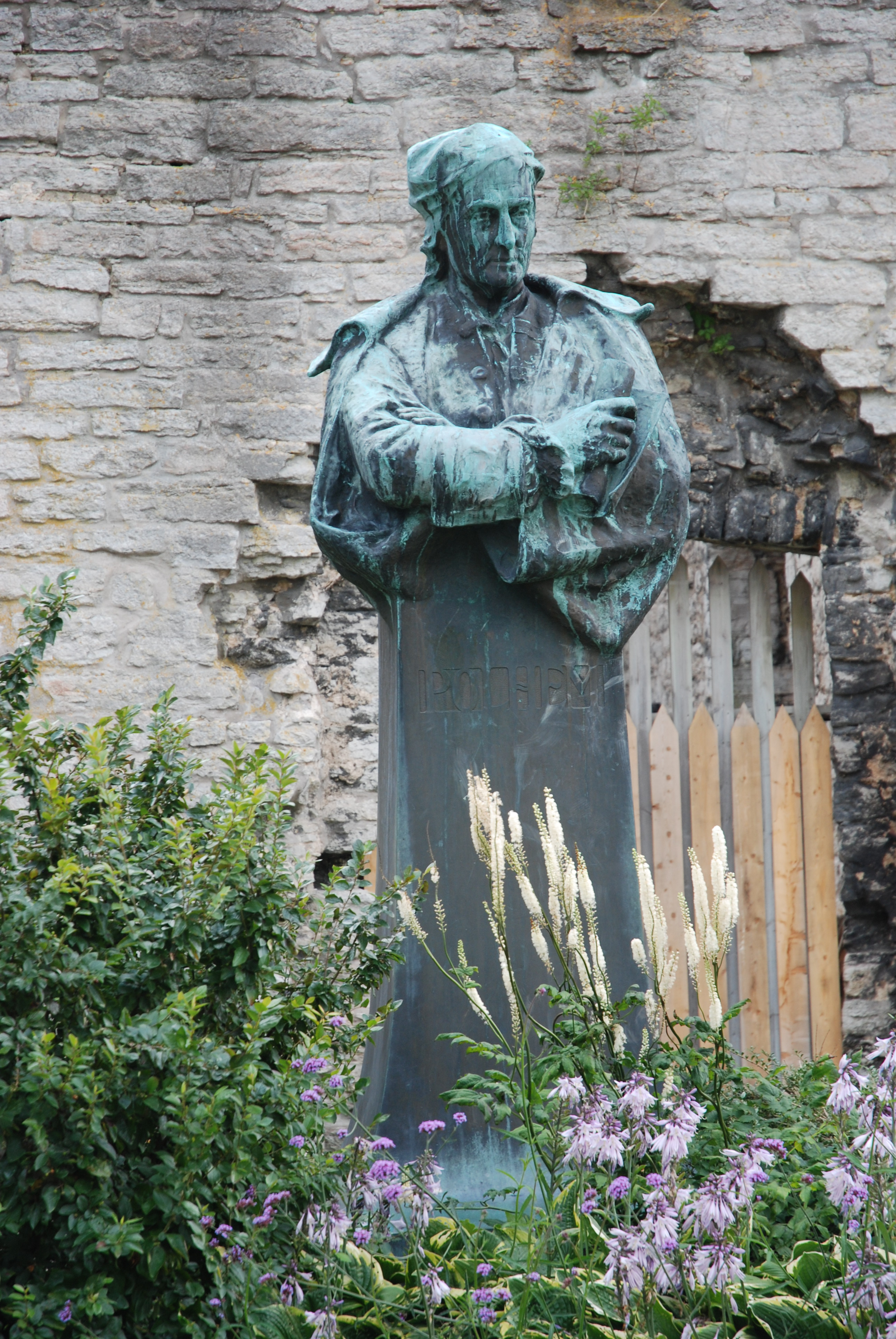
Christopher Polhem i Visby.
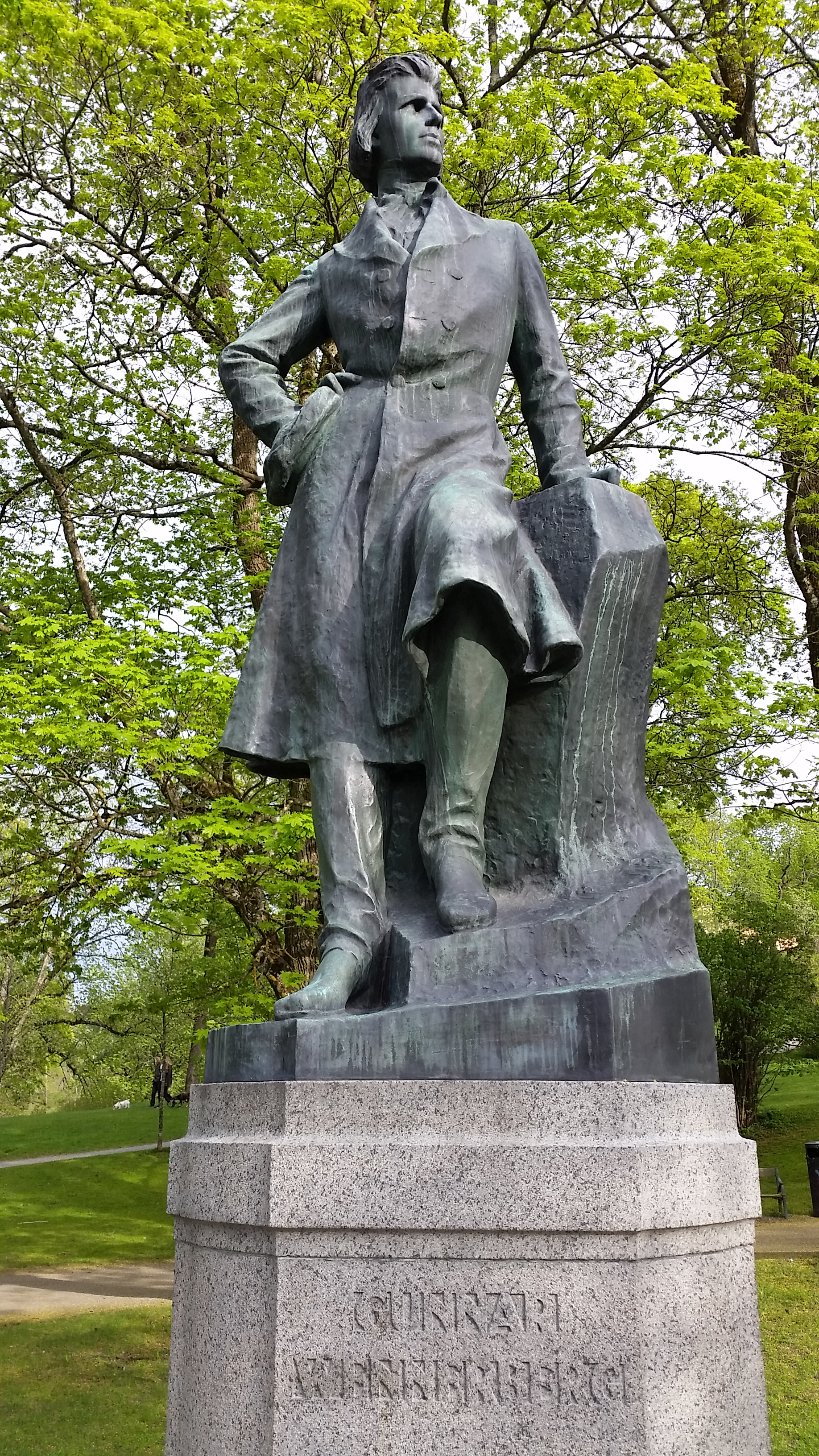
Gunnar Wennerberg Drottninggatan Uppsala.
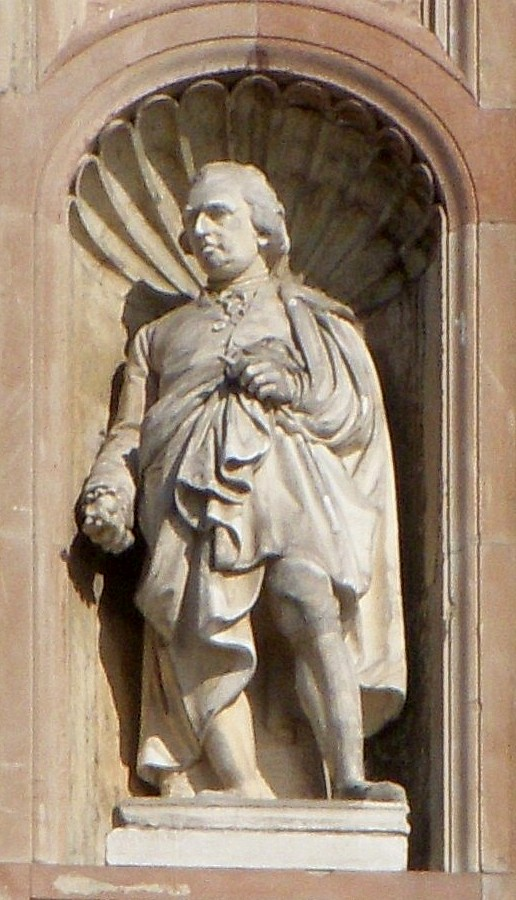
Johan Tobias Sergel, Nationalmuseum i Stockholm.

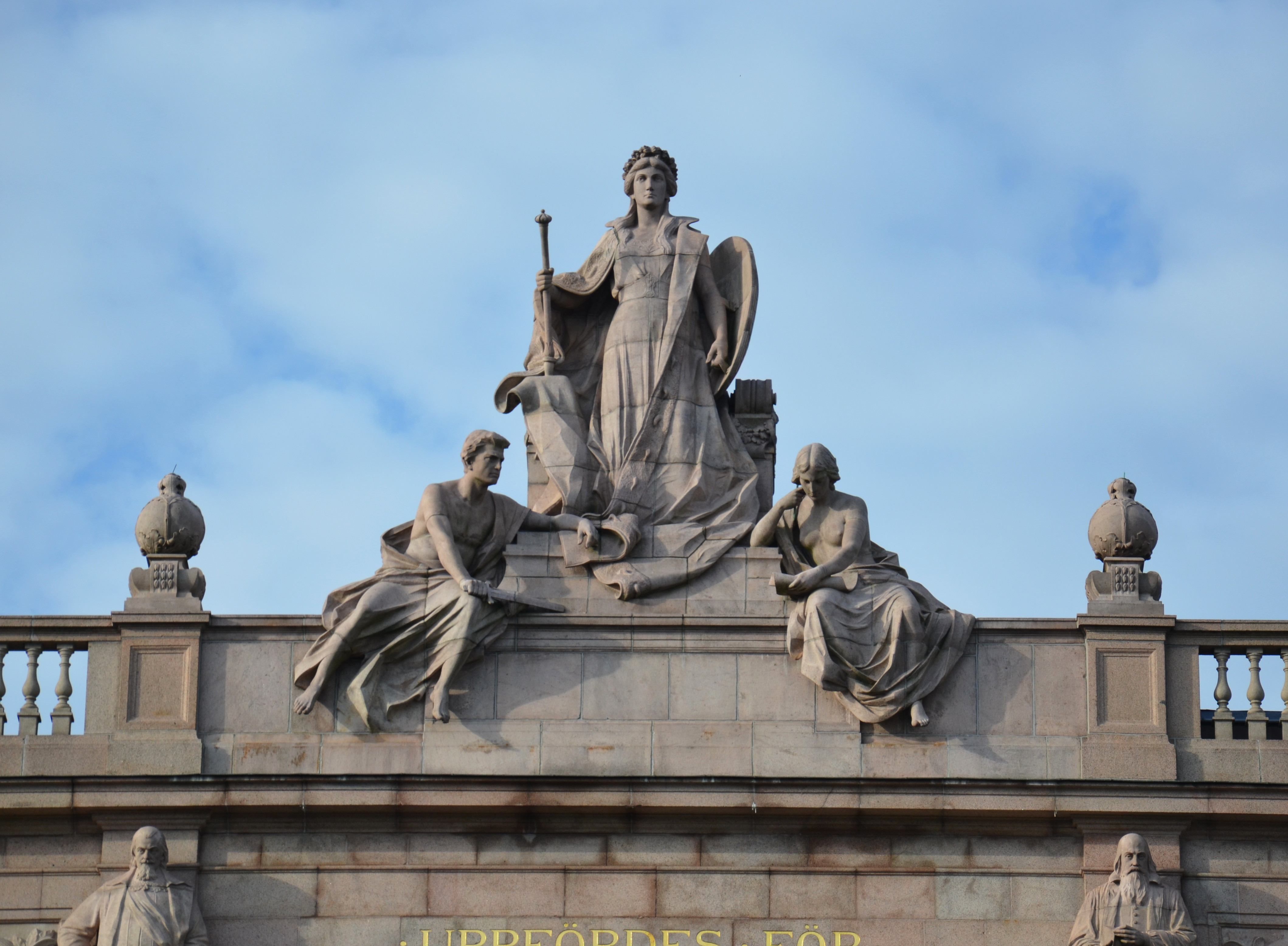
Moder Svea och de fyra stånden Riksdagshuset i Stockholm.
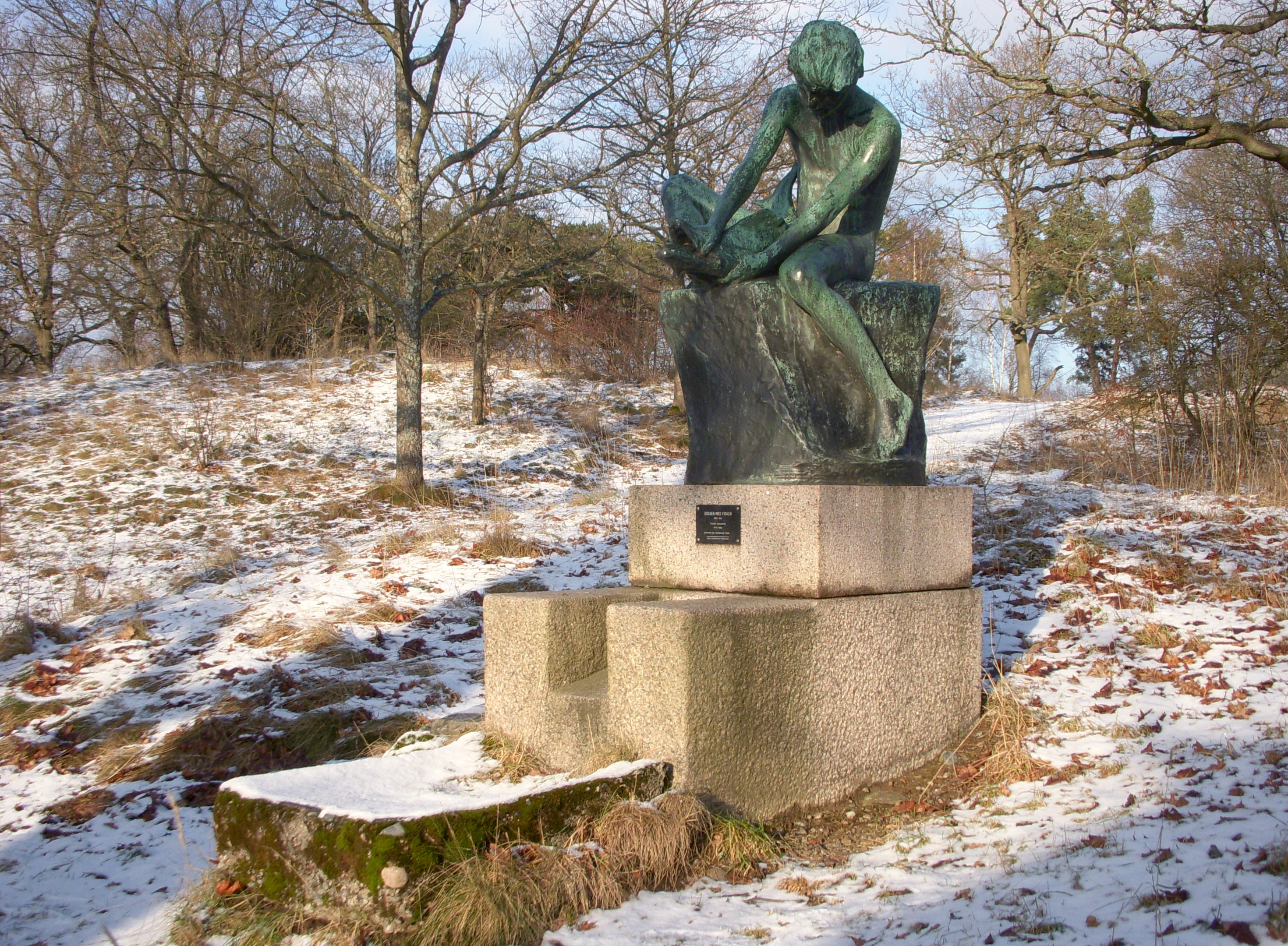
Gossen med fisken på Djurgården i Stockholm.
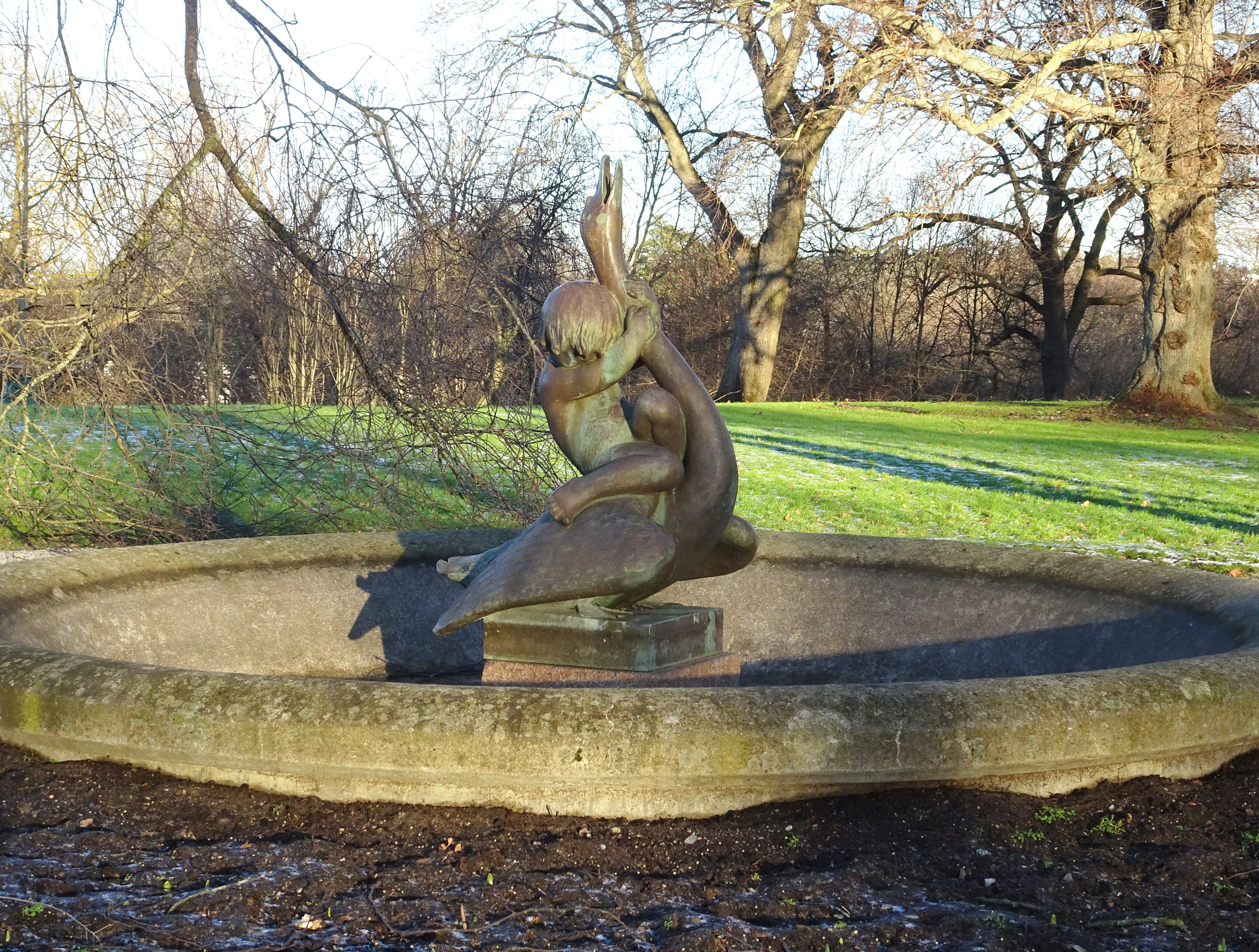
Gosse lekande med Svan på Djurgården i Stockholm.
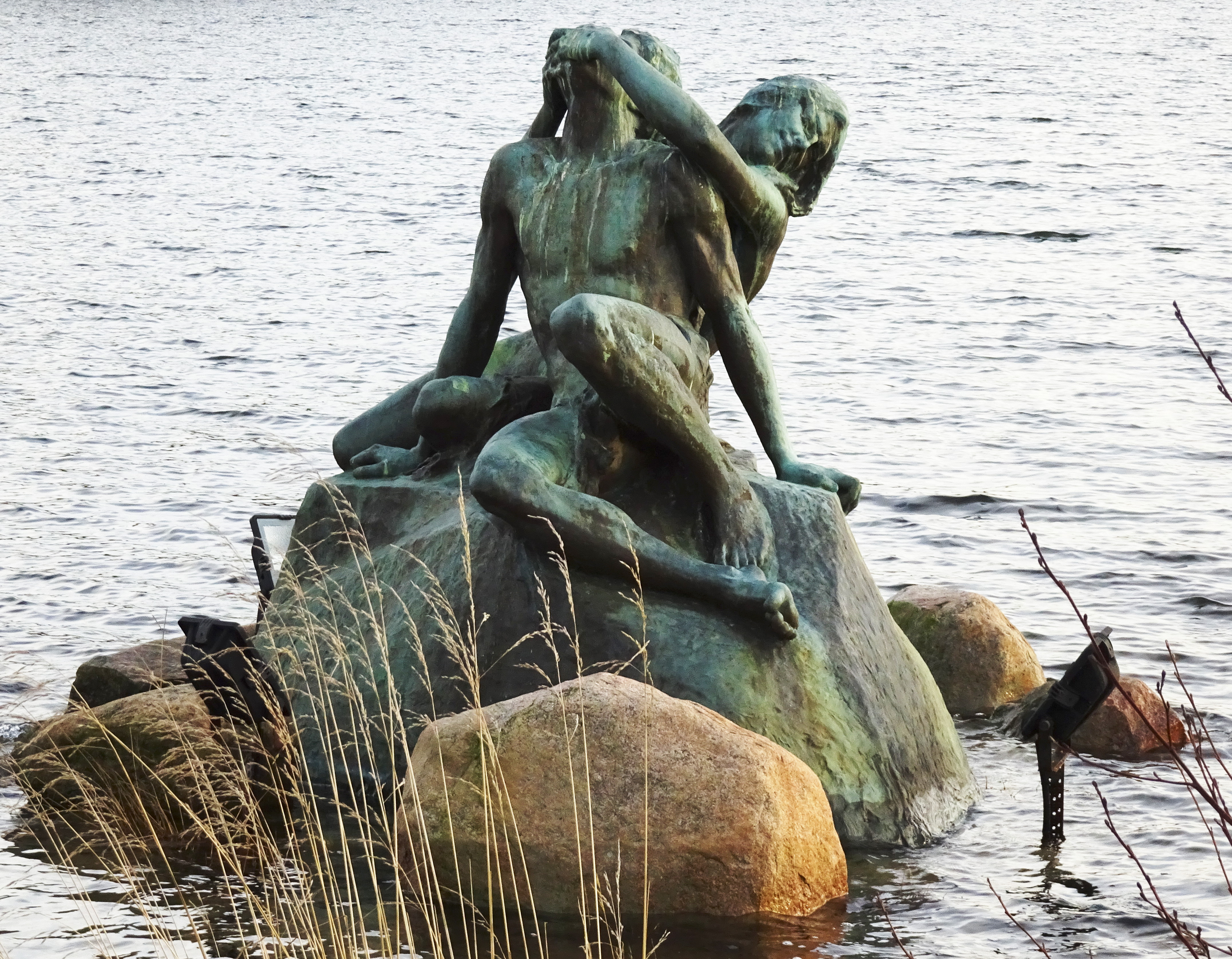
Lek vid stranden utanför Grand Hotel, Saltsjöbaden.